# 팔상전
팔상전(捌相殿)은 부처의 일생을 여덟 장면으로 나누어 그린 팔상도를 모신 불교 사찰에 설치되는 전당이다.